# Marrakech Emballages Ensemble II
Marrakech Emballages Ensemble II (2000) was het derde album van de Belgische band Think of One.

## Tracklist[1]
1. Den Antwaarpse Shabi
2. Moana
3. Allile
4. Gnawa power
5. Trap het af
6. Le bizou d'un scorpion
7. Rou dana malki
8. Whalloo (live at AB-Club)
9. Waltz Delire (live at AB-Club)

## Meewerkende muzikanten
- Abdelkebir Bensalloum (qraqeb, santir, zang)
- Amina Tkerkich (bendir, zang)
- Bart Maris (trompet)
- David Bovée (gitaar)
- Eric Morel (saxofoon)
- Hassan Markhi (darboeka, ud, viool, zang)
- Lalabrouk Loujabe (percussie, zang)
- Roel Poriau (drums)
- Tomas De Smet (basgitaar, contrabas)